# KV38
A KV38, no Vale dos Reis, é uma tumba que foi usada para enterrar o faraó Tutemés I da décima oitava dinastia. Sua múmia foi removida do local por Tutemés III e reenterrada na KV20.